# TuS Scharley
Der TuS Scharley war bis 1945 ein Sportverein aus dem Deutsch Piekarer Stadtteil Scharley.

## Geschichte
Der TuS stieg zur Saison 1940/41 aus der Kreisklasse in die 1. Klasse Oberschlesien West auf. In der Abteilung 2 eingegliedert, erreichte die Mannschaft in ihrer ersten Saison bereits mit 23:9 Punkten den zweiten Platz ihrer Gruppe. In der nächsten Saison spielte der Verein in der nun zusammengefassten Liga in der Abteilung 1. Während der Saison zog sich die Mannschaft dann jedoch vom Spielbetrieb zurück, womit die Mannschaft dann nach dieser Saison eine Liga tiefer spielen musste. Bereits aber zur Saison 1943/44 stieg der TuS dann wieder in die 1. Klasse auf. Dabei wurde die Mannschaft dann auch Sieger seiner Abteilung 7 und die daraufhin folgende Aufstiegsrunde mit 7:1 Punkten abgeschlossen. Dadurch platzierte sich der Verein auf dem ersten Platz und stieg somit zur nächsten Saison in die Gauliga Oberschlesien auf.
Die Saison wurde zwar noch angefangen, am 14. Januar 1945 dann jedoch abgebrochen. Zu dieser Zeit befand sich die Mannschaft mit 6:6 Punkten nach sechs gespielten Spielen auf dem sechsten Platz. Durch die Kapitulation des Deutschen Reichs am Ende des Zweiten Weltkriegs sowie der Annektierung von Oberschlesien durch die Sowjetunion wurde der Verein dann auch aufgelöst.